# USAC-Saison 1979
Die USAC-Saison 1979 war die 58. Meisterschaftssaison im US-amerikanischen Formelsport. Sie begann am 25. März in Ontario und endete nach sieben Rennen am 12. August in Milwaukee.

## Saisonverlauf
A.J. Foyt sicherte sich seinen siebten Titel mit fünf Saisonsiegen. Der Zweitplatzierte in der Fahrer-Meisterschaft Bill Vukovich II hatte bereits einen Rückstand von 550 Punkten.
Meinungsverschiedenheiten zwischen dem USAC und den Teamchefs in den vergangenen Jahren führten dazu, dass einige Teamchefs CART (Championship Auto Racing Teams) gründeten und ihre eigene Serie ausrichteten. Viele Spitzenteams und Fahrer schlossen sich der CART-Serie an. Dies wurde vor allem beim Indy 500 deutlich, wo CART-Fahrer neun der ersten zehn Plätze belegten. Dort wollte der USAC zunächst die Teilnahme der abtrünnigen Teams und Fahrer verhindern, musste sie nach einem Gerichtsurteil aber doch starten lassen. Rick Mears gewann mit Penske das Indianapolis 500 Rennen.

## Statistik

### Rennergebnisse
| Nr. | Datum      | Veranstaltung (Rennstrecke)                                                             | Meilen | Sieger          | Siegerteam        |
| --- | ---------- | --------------------------------------------------------------------------------------- | ------ | --------------- | ----------------- |
| 1   | 25. März   | Datsun Twin 200 (Ontario Motor Speedway)                                                | 200    | A.J. Foyt       | Parnelli-Cosworth |
| 2   | 08. April  | Coors 200 (Texas World Speedway)                                                        | 200    | A.J. Foyt       | Coyote-Foyt       |
| 3   | 28. Mai    | International 500 Mile Sweepstakes (Indianapolis Motor Speedway)                        | 500    | Rick Mears      | Penske-Cosworth   |
| 4   | 10. Juni   | Rex Mays Classic (The Milwaukee Mile)                                                   | 150    | A.J. Foyt       | Parnelli-Cosworth |
| 5   | 24. Juni   | Music 500 at Pocono Presented by Musicland and Sam Goody (Pocono International Raceway) | 500    | A.J. Foyt       | Parnelli-Cosworth |
| 6   | 5. August  | Lubrilon Grand Prix (Texas World Speedway)                                              | 200    | A.J. Foyt       | Parnelli-Cosworth |
| 7   | 12. August | Tony Bettenhausen 200 (The Milwaukee Mile)                                              | 200    | Roger McCluskey | Lola-Cosworth     |

Alle Rennen fanden auf Ovalkursen statt.

### Fahrer-Meisterschaft
| 1.  | A.J. Foyt         | 3320 |
| 2.  | Bill Vukovich II  | 1770 |
| 3.  | Tom Bigelow       | 1305 |
| 4.  | Larry Dickson     | 1225 |
| 5.  | Gary Bettenhausen | 1008 |
| 6.  | Jim McElreath     | 975  |
| 7.  | Jerry Sneva       | 851  |
| 8.  | Dick Simon        | 766  |
| 9.  | Roger McCluskey   | 716  |
| 10. | Sheldon Kinser    | 673  |

Insgesamt klassierten sich 32 Fahrer in der Meisterschaftstabelle.